# Ophyx
Ophyx is een geslacht van vlinders van de familie spinneruilen (Erebidae), uit de onderfamilie Calpinae.

## Soorten
- O. dochmotoma Turner, 1939
- O. maculosus Holland, 1979
- O. ochroptera Guenée, 1852